# Nic Vanhuffel
Nic Vanhuffel (Oudenaarde, 16 augustus 1987) is een Belgisch voormalig professioneel wielrenner. Hij reed voor onder meer Willems Verandas. Vanhuffel behaalde geen professionele overwinningen.
Cappelle · De Wilde · De Zutter · Ennekens · François · Hoornaert · Meeusen · Moerman · Standaert · Van Braeckel · van Heeswijk · Van Loocke · Van Moer · Vanhuffel